# Pont-barrage de Monsin
De Pont-barrage de Monsin, in het Nederlands omschreven als de stuw van Monsin of de stuwdam van Monsin, is een stuwdam in de  de Maas in de Belgische stad Luik ter hoogte van Jupille-sur-Meuse. Boven de eigenlijke stuw loopt een verkeersbrug
Het complex is een ontwerp van de architect Joseph Moutschen en werd geopend ter gelegenheid van de Wereldtentoonstelling van 1930. De brug verbindt de rechteroever van de Maas met het eiland Monsin, gelegen tussen de Maas en het Albertkanaal. Tevens wordt de stuw gebruikt als waterkrachtcentrale met een vermogen van 18 MWe, die geëxploiteerd wordt door EDF Luminus.

## Renovatie 2019
In 2019 werd de Pont-barrage de Monsin in de Maas in opdracht van de Waalse overheid gerenoveerd voor € 20 miljoen. De eerste fase van de renovatie werd uitgevoerd door een tijdelijke handelsvennootschap bestaande uit Galère, de Belgische werkmaatschappij van de Koninklijke BAM Groep, actief in Wallonië en Brussel, en de Jan De Nul Group.
De tijdelijke handelsvennootschap was verantwoordelijk voor het vernieuwen van twee van de zes stalen stuwen met elk een lengte van 27 meter en een massa van 110 ton per stuk. Ook werden de drie bijbehorende heftorens vernieuwd en de bewegingswerken gemoderniseerd. Het bedieningsgebouw onderging een opknapbeurt en er kwam een nieuwe werkplaats. De bestaande vistrap bij de stuw werd geschikt gemaakt om paling door te laten.
De werken werden uitgevoerd tijdens de laagwaterperiode van april tot eind oktober 2019.

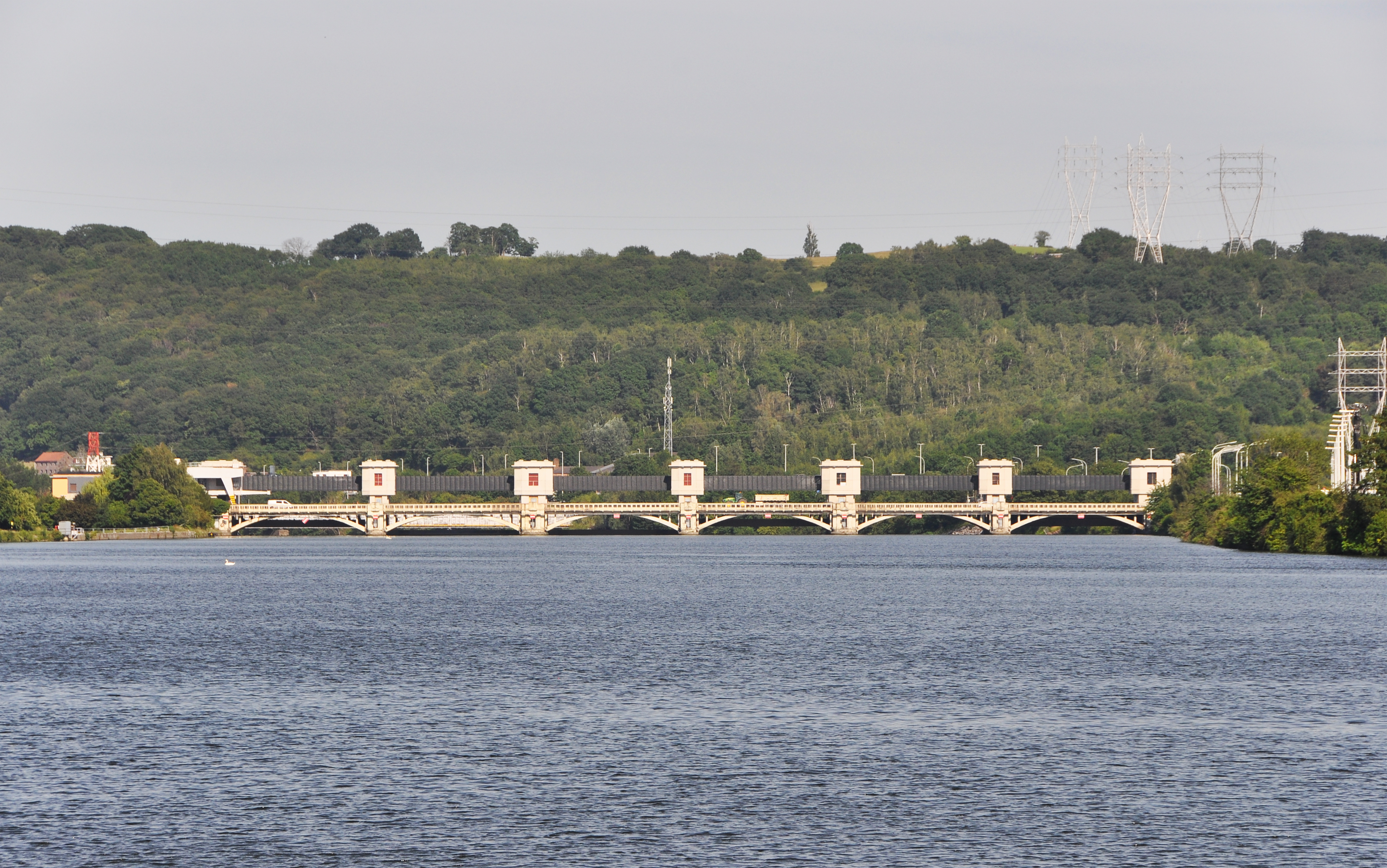
De stuw van Monsin, vanuit het westen gezien